# Face to Face (Westlife)
Face to Face è il sesto album in studio del gruppo musicale pop irlandese Westlife, pubblicato nel 2005. 

## Tracce
1. You Raise Me Up – 4:00
2. When You Tell Me That You Love – 3:56
3. Amazing – 2:49
4. That's Where You Find Love – 3:44
5. She's Back – 3:10
6. Desperado – 3:37
7. Colour My World – 3:55
8. In This Life – 4:08
9. Heart Without a Home – 4:47
10. Hit You With the Real Thing – 3:00
11. Change Your Mind – 3:43

## Classifiche
| Classifica  | Posizione raggiunta |
| ----------- | ------------------- |
| Regno Unito | 1                   |